# 黒子昭
黒子 昭（くろす あきら、生年不詳 - 2003年1月）は、日本のカースタントドライバー。元クロスレーシング代表。
学生時代からカーアクションに興味を持ち始め、スタント・オブ。神風に所属そしてJ.R.Aを経てカンダ・レーシングで活躍しクロス・レーシングを設立した。

1978年に黒子が企画・出演した劇場映画『マッハ'78』は大ヒット作品となる。なお、本作品で黒子が見せた時速200キロのカージャンプは、158メートルという世界記録を作った。

その後、ジャッキー・チェン出演映画の『香港発活劇エクスプレス 大福星』などでカースタントを担当した。平成15年1月にスペインでのスタントを企画中に他界した。
大友千秋とは盟友だった。

## 主な出演作
- 『マッハ'78』